# Жиенкулова, Шара Баймолдиновна
Шара Жиенкулова (каз. Шара Жиенқұлова, настоящее имя Гульшара Жиенкулова, в замужестве Джандарбекова; 18 июля 1912 — 21 мая 1991) — казахская советская танцовщица, педагог. народная артистка Казахской ССР (1938).

## Биография
Гульшара Жиенкулова была четырнадцатым ребёнком в семье Баймолды Жиенкулова, купца Первой гильдии из Верного (ныне Алматы). В 1929—1930 гг. училась на историческом факультете Казахского педагогического института (ныне Казахский национальный педагогический университет имени Абая). Происходит из рода каракесек племени аргын.
Главным педагогом и наставником для Шары оказался опытный балетмейстер театра, бывший солист Большого театра и партнер всемирно известной Анны Павловой Александр Артемьевич Александров. Он дал Шаре хорошую основу русского классического танца и все время обращал внимание на необходимость национального характера в искусстве. Результатом их совместной работы явился «Таттимбет», который до сих пор считается одним из лучших казахских танцев.
Первая роль Шары Жиенкуловой в Казахском драматическом театре имени Ауэзова — Пулиш в пьесе Б. Майлина «Майдан» («Битва»). Исполняла роли Енлик, Карагоз в пьесах «Енлик — Кебек», «Карагоз» М. О. Ауэзова и др.
Когда 13 января 1934 г. впервые поднялся занавес нового Казахского Государственного музыкального театра в Казахстане одним из ярких моментов в спектакле «Айман — Шолпан» (музыкальная драма М. Ауэзова) стал первый национальный казахский танец «Келиншек». Его придумала, поставила и сама исполнила Шара Жиенкулова, и это было начало казахской хореографии.
Исполняла народные танцы в музыкальной драме «Айман — Шолпан» Ауэзова, в операх «Кыз Жибек», «Жалбыр» и «Ер Таргын» Е. Г. Брусиловского. Жиенкулова танцевала партию Мамыр в первом казахском национальном балете «Калкаман — Мамыр» (1938). Сыграла роль Балым в кинофильме «Амангельды». Совместно с балетмейстером Л. А. Жуковым осуществила постановку балета И. Н. Надирова «Көктем» («Весна», 1940).
В 1940—1962 гг. работала в Казахской филармонии; в 1962—1966 гг. была руководителем ансамбля песни и танца КазССР.
В 1966—1975 гг. Жиенкулова работала директором Алматинского хореографического училища. Её ученицы — народная артистка КазССР Г.Талпакова; заслуженные артистки КазССР К.Карабалинова, Б.Байжуманова и др. В 1965 году в Алма-Атинском хореографическом училище Шара Жиенкулова открывает «Народное отделение», у неё появляются ученики и последователи.
Шара Жиенкулова много ездила по республике, изучая быт, традиции и обычаи разных регионов. В результате этих поездок появились танцы: «Таттимбет», «Айжан кыз», «Кара жорга», «Кырык кыз». В 1936 и 1958 годах участвовала в декадах казахской литературы и искусства в Москве.
Шару Жиенкулову называют «бриллиантом» музыкально-пластического искусства. Она отличалась удивительной грацией, но особенно необычным был рисунок рук, говорящие движения пальцев, головы. Для неё Гульфайрус Исмаилова нарисовала картину «Казахский вальс». То же название носит одна из самых известных постановок Жиенкуловой, созданная на музыку Л. Хамиди. «Казахский вальс» был впервые представлен группой танцовщиц на сцене Большого театра в Москве в 1958 году на Декаде казахской литературы и искусства, а в дальнейшем неоднократно показывался на советских и зарубежных сценах.
Скончалась 21 мая 1991 года, спустя 40 дней после смерти сына Болата Джандарбекова. Похоронена рядом с сыном на Кенсайском кладбище Алматы.

## Фильмография
- Амангельды (1939) — жена Амангельды Балым
- Дочь степей (1954)
- Наш милый доктор (1957) — камео

## Награды
- Орден Трудового Красного Знамени (17 августа 1982)
- Орден Трудового Красного Знамени (27 декабря 1972)
- Государственная премия Казахской ССР (1968)
- Орден Ленина (3 января 1959) — за выдающиеся заслуги в развитии казахского искусства и литературы и в связи с декадой казахского искусства и литературы в гор. Москве
- Народная артистка Казахской ССР (1938)
- Орден «Знак Почёта» (26 мая 1936)[5]
- Заслуженная артистка Казахской ССР (1936)
- Медаль «За боевые заслуги»
- Медаль «За трудовое отличие»
- Другие медали

## Семья
Шара Жиенкулова была первой женой оперного певца Курманбека Джандарбекова. Брак зарегистрирован в 1928 году.
Сын — Булат Джандарбеков (09.02.1932 — 23.03.1991), писатель, автор исторической дилогии «Саки» («Томирис»/«Подвиг Ширака»).

## Память
- В столице Казахстана Астана названа улица в честь Шары Жиенкуловой.
- 17 октября 2012 года в честь 100-летия танцовщицы, педагога, Народной артистки КазССР Шары Жиенкуловой издана памятная марка в серии «Памятные, юбилейные даты и праздники».